# Roccagorga
Roccagorga település Olaszországban, Lazio régióban, Latina megyében. Lakosainak száma 4169 fő (2023. január 1.). Roccagorga Carpineto Romano, Maenza, Priverno és Sezze községekkel határos.

## Népesség
A település lakossága az elmúlt években az alábbi módon változott:
| Lakosok száma | 4540 | 4478 | 4169 |
|               | 2017 | 2018 | 2023 |